# Sorata

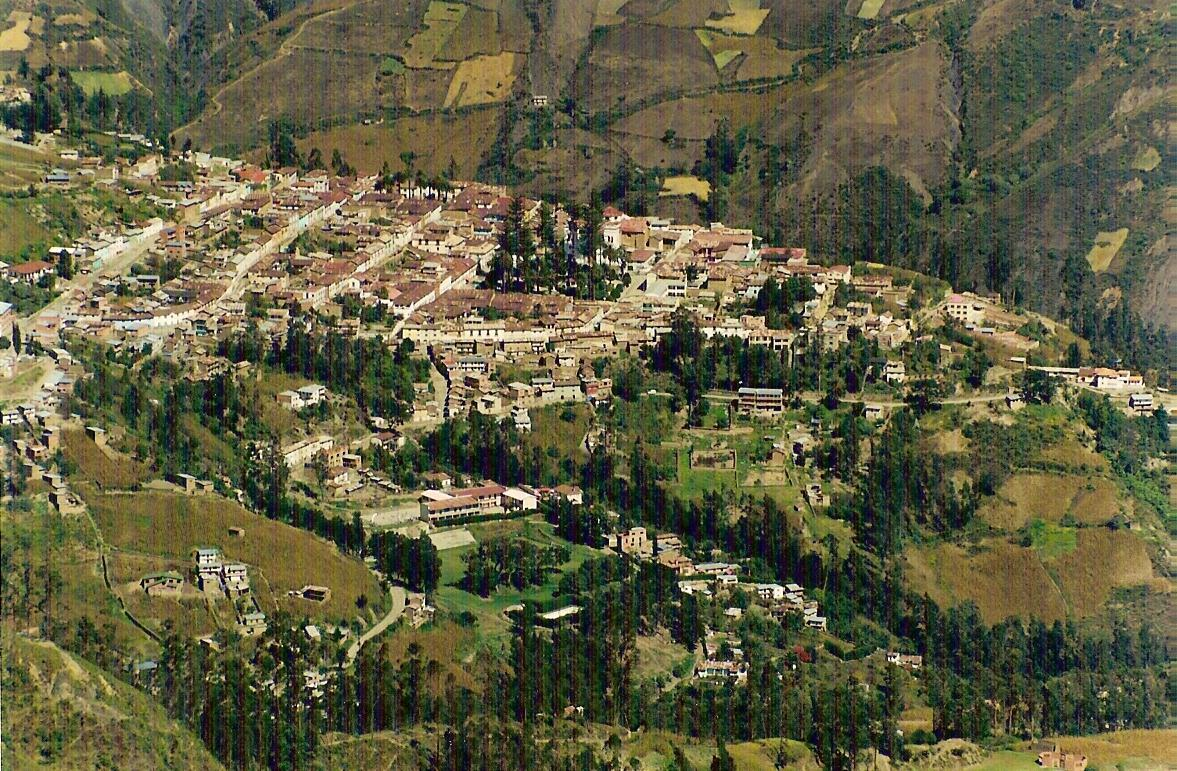
Sorata

Sorata är huvudstaden i den bolivianska provinsen Larecaja i departementet La Paz.